# Matthias Tiefenbacher

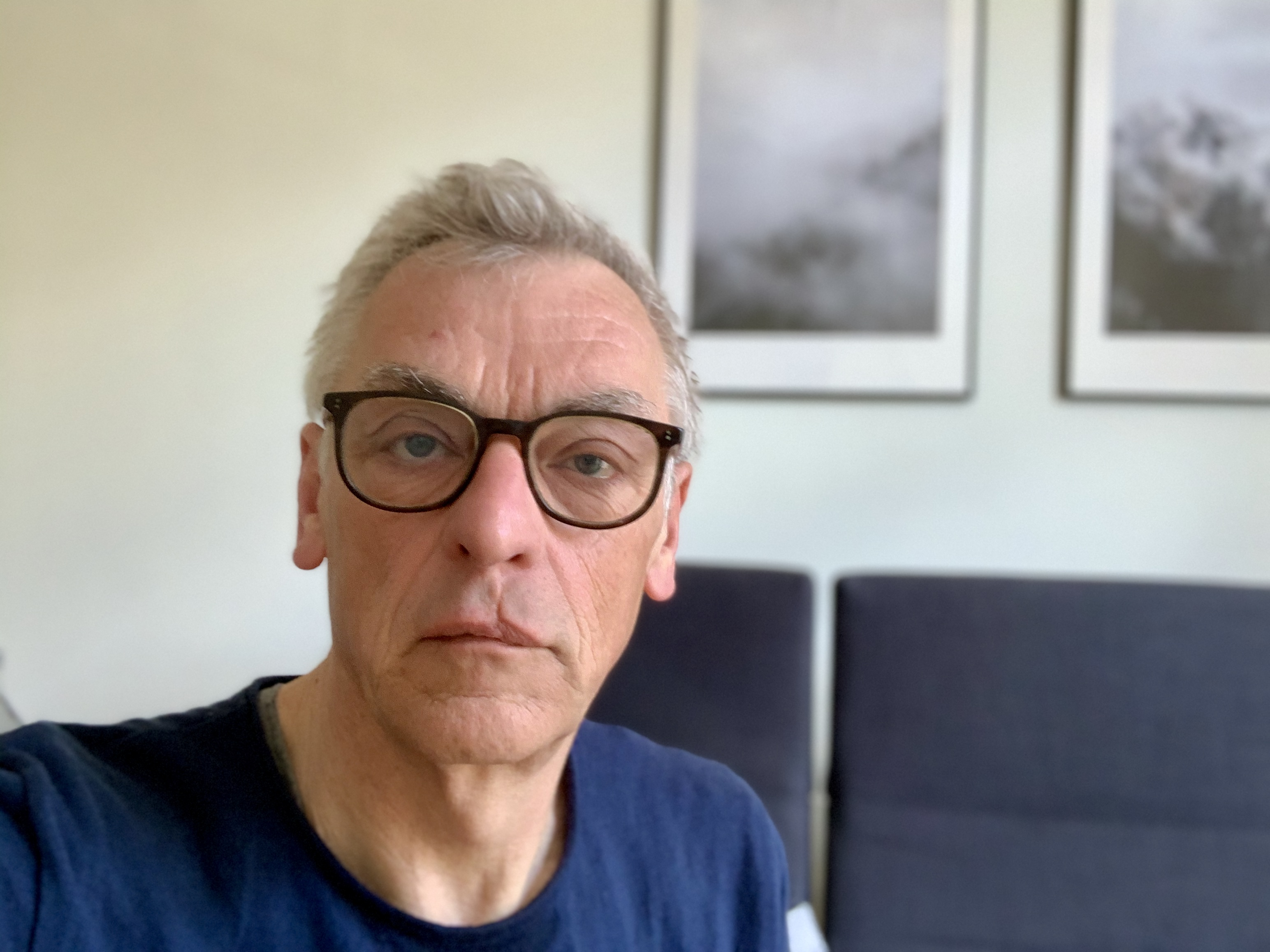
Matthias Tiefenbacher (2021)

Matthias Tiefenbacher (* 24. März 1962 in Heidelberg) ist ein deutscher Theater- und Filmregisseur.

## Leben
Matthias Tiefenbacher studierte zunächst Philosophie, Rechtswissenschaften sowie Theater- und Literaturwissenschaft an der Freien Universität Berlin. Es folgte ein Studium an der Hochschule der Künste Berlin in den Bereichen Schauspiel und Visuelle Medien. Nach seinem Studium arbeitete er als Regieassistent am Schauspiel Bonn und an den Städtischen Bühnen Frankfurt am Main, wo auch seine ersten Inszenierungen (Loosing Time von John Hopkins, Der Kyklop von Euripides, Mein Hundemund von Werner Schwab und Der Kammersänger von Frank Wedekind) stattfanden.
1996 begann er auch für das Fernsehen zu inszenieren, zunächst im Rahmen der ProSieben-Comedyreihe Die Viersteins. Er führte dann Regie bei Serien wie Balko und Der Fahnder. Der Tatort: Herrenabend, seine zweite Regiearbeit für die ARD-Krimireihe, erzielte 2011 die höchste Tatort-Einschaltquote seit achtzehn Jahren.
Tiefenbacher ist Mitglied im Bundesverband Regie (BVR).

## Filmografie (Auswahl)
- 1998: Balko
- 1999: Der Fahnder
- 2002: Liebling, bring die Hühner ins Bett
- 2002: Einsatz in Hamburg – Stunde der Wahrheit
- 2003: Die Schönste aus Bitterfeld
- 2006–2007: Das Beste aus meinem Leben
- 2007: Oh Tannenbaum
- 2007: Liebling, wir haben geerbt!
- 2008: Der Mann an ihrer Seite
- 2008: Das Duo (Folge: Echte Kerle)
- 2008: Der Schwarzwaldhof, Pilotfilm
- 2008: Stille Post
- 2009: Tatort – Tempelräuber (Fernsehreihe)
- 2009: Ein starkes Team – Die Schöne vom Beckenrand
- 2010: Liebe und andere Delikatessen
- 2010: Liebe vergisst man nicht
- 2010: Liebe am Fjord – Der Gesang des Windes (Fernsehreihe, Folge 1)
- 2010: Liebe am Fjord – Sommersturm (Folge 2)
- 2011: Freilaufende Männer
- 2011: Tatort – Herrenabend
- 2011: Und dennoch lieben wir
- 2011: Eine halbe Ewigkeit
- 2012: Halbe Hundert
- seit 2012: Flemming (Fernsehserie)
- 2012: Tatort – Das Wunder von Wolbeck
- 2012: Gestern waren wir Fremde
- 2013: Liebe am Fjord – Zwei Sommer
- 2014: Kommissar Dupin: Bretonische Verhältnisse
- 2014: Liebe am Fjord – Die Frau am Strand (Folge 8)
- 2014: Die Lichtenbergs – zwei Brüder, drei Frauen und jede Menge Zoff
- 2014: Bis zum Ende der Welt (Fernsehfilm)
- 2015: Schwarzach 23 und die Hand des Todes
- 2016: Der Tel-Aviv-Krimi – Tod in Berlin (Krimiserie Folge 1)
- 2016: Der Tel-Aviv-Krimi – Shiv’a (Folge 2)
- 2016: Polizeiruf 110: Endstation (Fernsehreihe)
- 2016: Mutter reicht’s jetzt
- 2016: Schwarzach 23 und die Jagd nach dem Mordsfinger
- 2017: Polizeiruf 110 – Einer für alle, alle für Rostock
- 2018: Wenn Frauen ausziehen
- 2018: Extraklasse (Fernsehfilm)
- 2018: In Wahrheit: Jette ist tot
- 2018: Schwarzach 23 und der Schädel des Saatans
- 2019: Tatort – Spieglein, Spieglein
- 2020: Pohlmann und die Zeit der Wünsche (Fernsehfilm)
- 2021: Extraklasse 2+ (Fernsehfilm)
- 2021: Mutter, Kutter, Kind (Fernsehfilm)
- 2022: Der Irland-Krimi – Familienbande (Krimiserie Folge 5)
- 2022: Der Usedom-Krimi – Gute Nachrichten (Folge 17)
- 2022: Der Usedom-Krimi – Schneewittchen (Folge 18)
- 2023: 2 unter Millionen (Fernsehfilm)
- 2023: Der Irland-Krimi – Blackout (Krimiserie Folge 7)
- 2023: Der Irland-Krimi – Mond über Galway (Krimiserie Folge 8)
- 2024: Der Usedom-Krimi – Am Scheideweg (Folge 23)

## Auszeichnungen (Auswahl)
- 2011: Platinum Remi Award beim WorldFest Houston – International Film Festival für Stille Post.[4]